# Расстрел в Караколито
Расстрел в Карако́лито (греч. Εκτέλεση στον Καρακόλιθο:169) — расстрел 136 человек греческого гражданского населения, совершённый солдатами вермахта 25 апреля 1944 года, в местности Караколито, в 10 км от города Левадия, во время тройной, германо-итало-болгарской, оккупации Греции в годы Второй мировой войны.

## События, предшествовавшие расстрелу
25 апреля 1944 года, по приглашению командования немецкого гарнизона городка Арахова в Средней Греции, группа 17 немецких офицеров (включавшая в себя 2 полковника, 1 майора, 5 капитанов и несколько лейтенантов и унтер-офицеров) отправилась из соседнего города Левадия в Арахову, на празднование святого покровителя городка.
По дороге группа попала в засаду партизан Народно-освободительной армии Греции (ЭЛАС). В ходе боя 2 немецких лейтенанта были убиты. Остальные офицеры были взяты в плен:169.

## Расстрел
Командование ЭЛАС, в письме к комендатуре Левадии, потребовало обменять офицеров на 32 человек гражданского населения обвинённых в участии в Сопротивлении и заключённых в тюрьму 4 днями ранее.
Не отвечая на письмо, немецкое командование Левадии спешно произвело расстрел 136 (по другим источникам 134), заключённых из тюрем Левадии и Ламии.
Расстрел был произведён на месте боя в Караколито. В числе расстрелянных, кроме заключённых были и 5 жителей близлежащего села Дистомо:170.

## Память
На месте боя и расстрела в Караколито, после войны, был воздвигнут памятник работы греческого скульптора Ангелики Коровеси.